# حسین‌آباد (زنجان)
حسین‌آباد (زنجان)، روستایی از توابع بخش زنجانرود شهرستان زنجان در استان زنجان ایران است.

## جمعیت
این روستا در دهستان غنی‌بیگلو قرار دارد و براساس سرشماری مرکز آمار ایران در سال ۱۳۸۵، جمعیت آن ۱۳۶ نفر (۳۵خانوار) بوده‌است.